# John Lindlöf
John Vilhelm Lindlöf, född 2 november 1878 i Stockholm, död 10 december 1954 på Höstsol i Täby, var en svensk regissör och skådespelare.
Lindlöf studerade vid Dramatens elevskola 1896–1898. Han scendebuterade 1899 på Östermalmsteatern och var under 1900-talets början engagerad vid Albert Ranfts teatersällskap. Han filmdebuterade som skådespelare 1920 i Mauritz Stillers Erotikon och regidebuterade med Ödets man 1924. 1921–1923 studerade han film i Berlin och Paris.
Han var gift med skådespelaren Märtha Lodenius från 1902 till hennes död 1938. Han ligger begravd på Norra begravningsplatsen tillsammans med makan.

## Filmografi
Roller
- 1920 – Erotikon

Regi
- 1924 – Ödets man
- 1926 – Mordbrännerskan
- 1930 – Trollbruden
- 1930 – Den råd lyder är vis
- 1930 – Den gamla gården
- 1931 – Kärlek och landstorm
- 1933 – En melodi om våren
- 1933 – Två man om en änka
- 1936 – 33.333
- 1937 – Odygdens belöning
- 1937 – Röda triangeln

Producent
- 1930 – Trollbruden
- 1933 – En melodi om våren

Manus
- 1926 – Mordbrännerskan

## Teater

### Roller (ej komplett)
| År   | Roll                      | Produktion                                                                                    | Regi             | Teater                     |
| ---- | ------------------------- | --------------------------------------------------------------------------------------------- | ---------------- | -------------------------- |
| 1906 | Grosshandlare Skogberg    | Spindelväven Thore Blanche                                                                    |                  | Vasateatern                |
| 1906 | Lord Windermere           | Solfjädern Oscar Wilde                                                                        |                  | Vasateatern                |
| 1906 | de Chambry                | Madame Colibri Henry Bataille                                                                 |                  | Vasateatern                |
| 1906 |                           | Nejlikan Ugo Ojetti                                                                           |                  | Vasateatern                |
| 1906 |                           | Älskaren från Brasilien Lucien Armont                                                         |                  | Vasateatern                |
| 1907 |                           | Lika barn leka bäst Roberto Bracco                                                            |                  | Vasateatern                |
| 1907 |                           | Husarfeber Gustav Kadelburg                                                                   |                  | Svenska teatern, Stockholm |
| 1907 |                           | Cathérine Henri Lavedan                                                                       |                  | Vasateatern                |
| 1907 | Kaptenen                  | Vid gamla gatan J.M. Barrie                                                                   |                  | Vasateatern                |
| 1908 |                           | Man kan aldrig veta George Bernard Shaw                                                       |                  | Vasateatern                |
| 1908 |                           | Det nya huset Thore Blanche                                                                   |                  | Vasateatern                |
| 1908 |                           | Amatörtjuven (Raffles, The Amateur Cracksman) E. W. Hornung och Eugene Presbrey               |                  | Vasateatern                |
| 1908 | Sir Brian Ballymote       | Bland bålde riddersmän Harriett Jay                                                           | Knut Nyblom      | Vasateatern                |
| 1909 |                           | Arsène Lupin Francis de Croisset och Maurice Leblanc                                          | Knut Nyblom      | Oscarsteatern              |
| 1910 | Horst von Bernewitz       | Löjtnanten som förmyndare Leo Walter Stein                                                    | Knut Nyblom      | Vasateatern                |
| 1910 | Georges Herbert           | Utan inbjudningskort Tristan Bernard                                                          | Knut Nyblom      | Vasateatern                |
| 1911 | Handler                   | Alias Jimmy Valentine Paul Armstrong                                                          | Knut Nyblom      | Vasateatern                |
| 1911 | Ernest Thommerel          | Coralie och Co Maurice Hennequin och Albin Valabrègue                                         | Knut Nyblom      | Vasateatern                |
| 1911 | Erik Berge                | Silkesstrumpan Algot Sandberg                                                                 | Knut Nyblom      | Vasateatern                |
| 1911 | Morange                   | Buridans åsna Robert de Flers och Gaston Arman de Caillavet                                   | Knut Nyblom      | Vasateatern                |
| 1911 | Frétigny                  | Ballongen Paul Armont och Nicolas Nancey                                                      | Knut Nyblom      | Vasateatern                |
| 1911 | Jacques Serjeux           | Nattlampan Miguel Zamocois                                                                    |                  | Vasateatern                |
| 1911 | Louis Champaubert         | 1.000.000 Georges Berr och Marcel Guillemand                                                  | Knut Nyblom      | Vasateatern                |
| 1912 | Torsten Sellin            | Leda och svanen Algot Sandberg                                                                | Knut Nyblom      | Vasateatern                |
| 1912 | Erik Wall                 | Kommanditbolaget Wall, Berger & C:o Einar Fröberg                                             | Knut Nyblom      | Vasateatern                |
| 1912 | Teddy Lestrange           | Den nakna sanningen (The Naked Truth) George Paston och W.B. Maxwell                          | Knut Nyblom      | Vasateatern                |
| 1912 | Foxey                     | Hur man vinner en man (The Lottery Man) Rida Johnson-Young                                    | Knut Nyblom      | Vasateatern                |
| 1913 | Kurt                      | Min herr far Franz Arnold och Victor Arnold                                                   | Knut Nyblom      | Vasateatern                |
| 1913 | Dr Martin Sonnberg        | Som man är klädd... Gábor Drégely                                                             | Knut Nyblom      | Vasateatern                |
| 1913 | Bob Förster               | Ett modernt äktenskap (Das paar nach der mode) Raoul Auernheimer                              | Knut Nyblom      | Vasateatern                |
| 1913 | Charley                   | Amatörtjuven (Raffles, The Amateur Cracksman) E. W. Hornung och Eugene Presbrey               | Knut Nyblom      | Vasateatern                |
| 1914 | George Harrison           | Affären Costa Negra Gustaf Janson                                                             | Knut Nyblom      | Vasateatern                |
| 1914 | Sidney Rosenthal          | Kontanter (Ready Money) James Montgomery                                                      | Knut Nyblom      | Vasateatern                |
| 1914 | Dr Fritz Gerlach          | Spanska flugan (Die spanische Fliege) Franz Arnold och Ernst Bach Översättning Algot Sandberg | Knut Nyblom      | Vasateatern                |
| 1914 | Taloche                   | Hon – eller ingen (Une affaire scandaleuse) Paul Gavault och Maurice Ordonneau                | Knut Nyblom      | Vasateatern                |
| 1914 | Oscar Schumann            | Kompanjonen (Der Compagnon) Adolph L'Arronge                                                  | Knut Nyblom      | Vasateatern                |
| 1914 | Franz von Rambow          | Livet på landet (Onkel Bräsig) Fritz Reuter                                                   |                  | Vasateatern                |
| 1914 | Grefve Roger de Chantenay | När fruarna resa André Monetzi-Eon och Nicolas Nancey                                         | Knut Nyblom      | Vasateatern                |
| 1914 | Guglielmo Scribero        | Trötte Teodor Max Neal och Max Ferner                                                         | Knut Nyblom      | Vasateatern                |
| 1915 | Stempel                   | Nattfrämmande Fritz Friedmann-Frederich                                                       |                  | Vasateatern                |
| 1915 | Oscar Wahrmark            | Inkvartering Dick Digerman                                                                    | Oscar Byström    | Vasateatern                |
| 1915 | Hogson                    | English spoken Tristan Bernard                                                                |                  | Vasateatern                |
| 1915 | Prins Sinibaldi           | En fiffikus Paul Frank                                                                        | Justus Hagman    | Vasateatern                |
| 1915 | George Underwood          | Kärleken segrar Charles Klein                                                                 | Justus Hagman    | Vasateatern                |
| 1916 | Baron de Vertagne         | Krigsäran Maurice Hennequin                                                                   | Knut Nyblom      | Vasateatern                |
| 1917 | Gregor Sándorffy          | Efter skilsmässan Algot Sandberg                                                              | Knut Nyblom      | Vasateatern                |
| 1917 | Överste de Servan         | Fru Marjolins gudson Maurice Hennequin, Pierre Veber och Henry de Gorsse                      | Knut Nyblom      | Vasateatern                |
| 1917 | Ludvig Fasmer             | Pultronen Lechmere Worrall och Harold Terry                                                   | Knut Nyblom      | Vasateatern                |
| 1917 | Ciprus P. Murdvek         | Lilla yrhättan H. M. Harwood                                                                  | Knut Nyblom      | Vasateatern                |
| 1917 | Gustaf Landberg           | En piga bland pigor Ernst Fastbom                                                             | Ernst Fastbom    | Vasateatern                |
| 1918 | Richard Standish          | Häxmästaren Georges Berr och Louis Verneuil                                                   | Knut Nyblom      | Vasateatern                |
| 1918 | Markis de la Bourdonnière | Damen från bion Nicolas Nancey och Jean Rieux                                                 | Knut Nyblom      | Vasateatern                |
| 1918 | Vilsson                   | Jag gifta mig - aldrig! Ernst Fastbom                                                         | Ernst Fastbom    | Vasateatern                |
| 1918 | Leopold von Riesinger     | Den bättre hälften Franz Arnold och Ernst Bach                                                | Knut Nyblom      | Vasateatern                |
| 1919 |                           | Vi spekulera alla Jens Locher                                                                 | Nils Johannisson | Vasateatern                |
| 1919 | Doktor Blum               | Hertiginnans halsband Wolfgang Polaczek och Hugo Schönbrunn                                   | Knut Nyblom      | Vasateatern                |
| 1920 |                           | Ska vi - eller inte? Jens Locher                                                              | Knut Nyblom      | Vasateatern                |
| 1920 |                           | Hotellråttan Marcel Gerbidon och Paul Armont                                                  |                  | Vasateatern                |
| 1920 |                           | Mrs Taradines inkvartering F. Tennyson Jesse och Harold Marsh Harwood                         | Knut Nyblom      | Vasateatern                |
| 1925 |                           | Flickorna Gyurkovics Ferenc Herczeg                                                           |                  | Folkteatern                |
| 1947 | Hector Malone d.ä.        | Mannen och hans överman George Bernard Shaw                                                   | Göran Gentele    | Dramaten                   |